# Бамберг
Ба́мберг (нім. Bamberg) — місто в Німеччині (Баварія), розташоване над річкою Реґніц, поблизу її впадання у річку Майн. Населення 70 тис. мешканців. Місто відоме своїми численними пивоварнями та старовинною центральною частиною із готичними будинками каноніків, соборами та палацами у стилі бароко. Стара частина міста внесена до списку світової спадщини ЮНЕСКО.

## Клімат
Місто знаходиться у зоні, котра характеризується морським кліматом. Найтепліший місяць — липень із середньою температурою 17.8 °C (64 °F). Найхолодніший місяць — січень, із середньою температурою -1.1 °С (30 °F).
| Клімат Бамберга         | Клімат Бамберга | Клімат Бамберга | Клімат Бамберга | Клімат Бамберга | Клімат Бамберга | Клімат Бамберга | Клімат Бамберга | Клімат Бамберга | Клімат Бамберга | Клімат Бамберга | Клімат Бамберга | Клімат Бамберга | Клімат Бамберга |
| Показник                | Січ.            | Лют.            | Бер.            | Квіт.           | Трав.           | Черв.           | Лип.            | Серп.           | Вер.            | Жовт.           | Лист.           | Груд.           | Рік             |
| Абсолютний максимум, °C | 13              | 20              | 24              | 27              | 33              | 33              | 37              | 38              | 33              | 26              | 21              | 16              | 38              |
| Середній максимум, °C   | 2               | 4               | 8               | 13              | 19              | 22              | 23              | 22              | 19              | 13              | 6               | 2               | 13              |
| Середня температура, °C | −1              | 0               | 4               | 7               | 13              | 16              | 17              | 16              | 13              | 8               | 3               | 0               | 8               |
| Середній мінімум, °C    | −4              | −3              | 0               | 2               | 7               | 10              | 12              | 11              | 8               | 4               | 0               | −2              | 3               |
| Абсолютний мінімум, °C  | −29             | −25             | −17             | −9              | −2              | 1               | 2               | 3               | −2              | −7              | 0               | −27             | −29             |
| Норма опадів, мм        | 40              | 30              | 30              | 40              | 50              | 60              | 70              | 60              | 50              | 40              | 40              | 40              | 620             |
| Днів з дощем            | 5               | 4               | 5               | 5               | 6               | 6               | 7               | 6               | 5               | 5               | 5               | 6               | 70              |
| Вологість повітря, %    | 85              | 81              | 75              | 69              | 68              | 68              | 70              | 73              | 77              | 83              | 85              | 87              | 77              |
| ----------------------- | --------------- | --------------- | --------------- | --------------- | --------------- | --------------- | --------------- | --------------- | --------------- | --------------- | --------------- | --------------- | --------------- |
| Джерело: Weatherbase    |                 |                 |                 |                 |                 |                 |                 |                 |                 |                 |                 |                 |                 |

## Історія
До X століття територію сучасного міста заселяли західні слов'яни. Перша письмова згадка датується 902 роком н. е. коли місто згадали як Бабенберх, яке дало назву місцевій династії Бабенбергів. Місто згодом потрапило до дієцезії Вюрцбурга. Проте у 1007 році місто отримує власну дієцезію і стає єпископським центром для навколишніх земель протягом майже восьми століть — до 1802 року. У 1803 році Бамберг приєднується до Баварії. У 1844 році місто було включено у залізничну мережу.
У місті збереглася традиція варіння копченого пива, найдавніша броварня копеного пива Schlenkerla, яка діє донині (стан: 2024), вперше згдується в історичних документах за 1405 рік.

## Архітектура
Як і Рим, Бамберг був побудований на семи пагорбах (Стефансберг, Каульберг, Домберг, Міхаельсберг, Якобсберг, Альтенбург, Абцберг), і тому його іноді називають Франконським Римом.
Оскільки під час Другої світової війни Бамберг майже не зазнав бомбардувань, старе місто досі зберігає майже незмінний образ первісної триєдиної структури: духовного центру (навколо імперського собору), острівного торгівельно-ремісничого міста (між двома рукавами річки Реґніц) і міста садівників. Місто, над яким домінує собор, являє собою ансамбль середньовічної та барокової архітектури, внесений до списку пам'яток архітектури.
У 1993 році історичний центр Бамберга з його понад 1200 пам'ятками було внесено до Списку Світової культурної та природної спадщини ЮНЕСКО. Багато пам'яток датуються добою середньовіччя. Над пагорбом Домберг височіє пізньороманський Бамберзький собор зі знаменитим Бамберзьким вершником, На плоші також розташований Старий двір та Нова резиденція.
Однією з найважливіших готичних будівель є так звана Верхня парафія (церква Богоматері). Тринефний зальний костел домініканського монастиря також був споруджений у готичному стилі. Однією з найстаріших пам'яток міста є церква Святого Гангольфа, яка, ймовірно, будувалася вже у 1059 році.
Важливі будівлі також були побудовані в ранньомодерний період. На соборній площі розташована Стара ратуша епохи Відродження з Бамберзьким історичним музеєм та каплиця Святої Катерини в ратуші. Серед інших визначних будівель епохи Відродження — Будинок одруження та колишній палац Гаєрсверт.
Окрім середньовічних будівель, у старому центрі міста переважає архітектура в стилі бароко.

## Освіта
Із 1647 року в місті діє Бамберзький університет, що спеціалізується на гуманітарних науках, культурології, соціальних науках, економіці та програмуванні. В університеті навчається 13 000 студентів.
Також у місті діє також Університет прикладних наук.

## Українська діаспора
Після Другої світової війни в таборі переміщених осіб перебували українці. Тут діяло спортивне товариство УСТ Дніпро (Бамберг).
Нині за адресою Dr. Martinet Str. 22 діє Парафія церкви Св. Миколая УГКЦ (Ukrainische gr.-kat. Pfarrei St. Nikolas)

## Відомі особистості
У місті народився:
- Карлгайнц Дешнер (1924—2014) — німецький філософ.

## Міста-побратими
- Родез, Франція
- Бедфорд, Велика Британія
- Наґаока, Японія
- Естерґом, Угорщина
- Фельдкірхен-ін-Кернтен, Австрія
- Філлах, Австрія
- Прага, Чехія

## Галерея

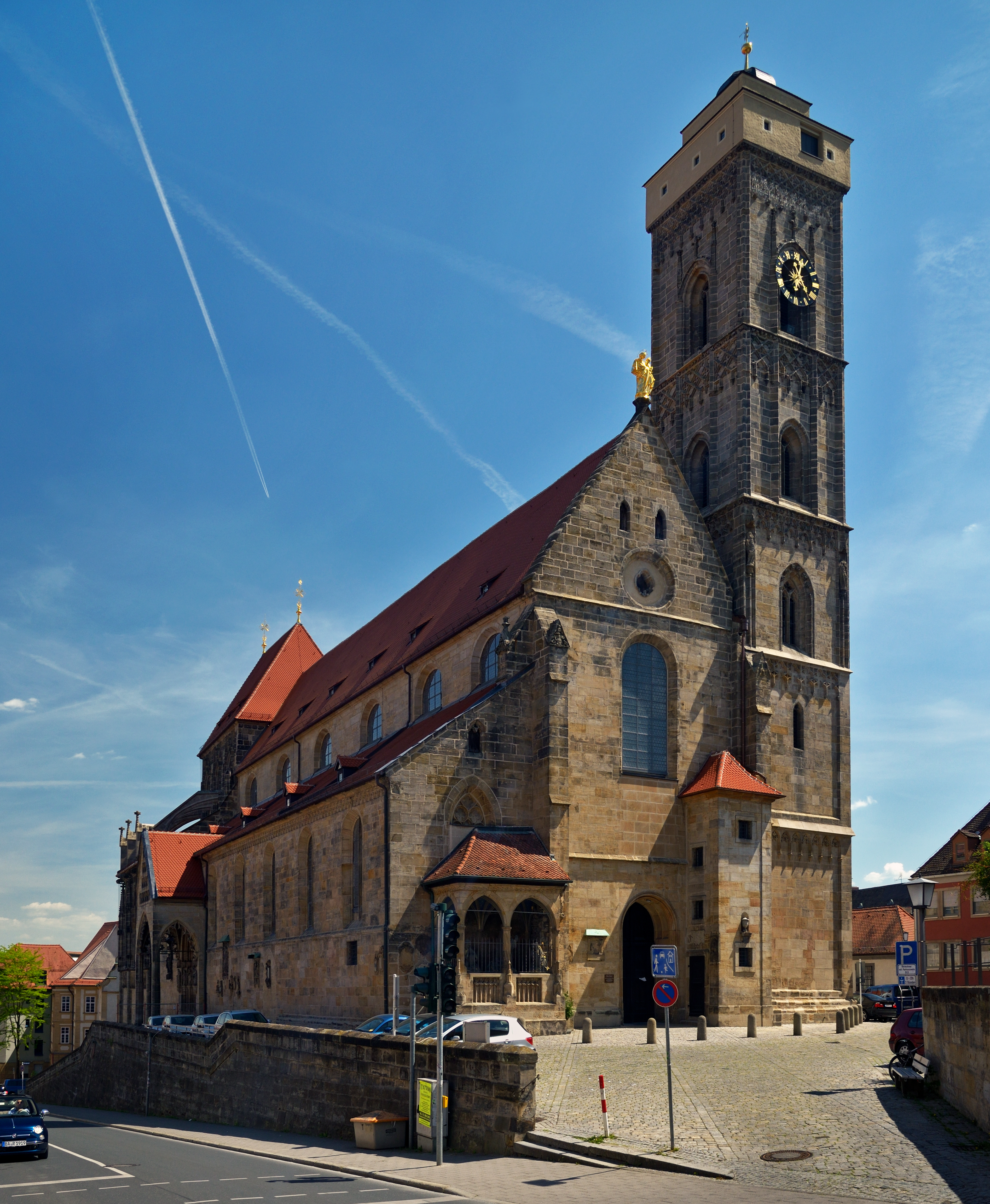
Церква Богоматері (Obere Pfarre)
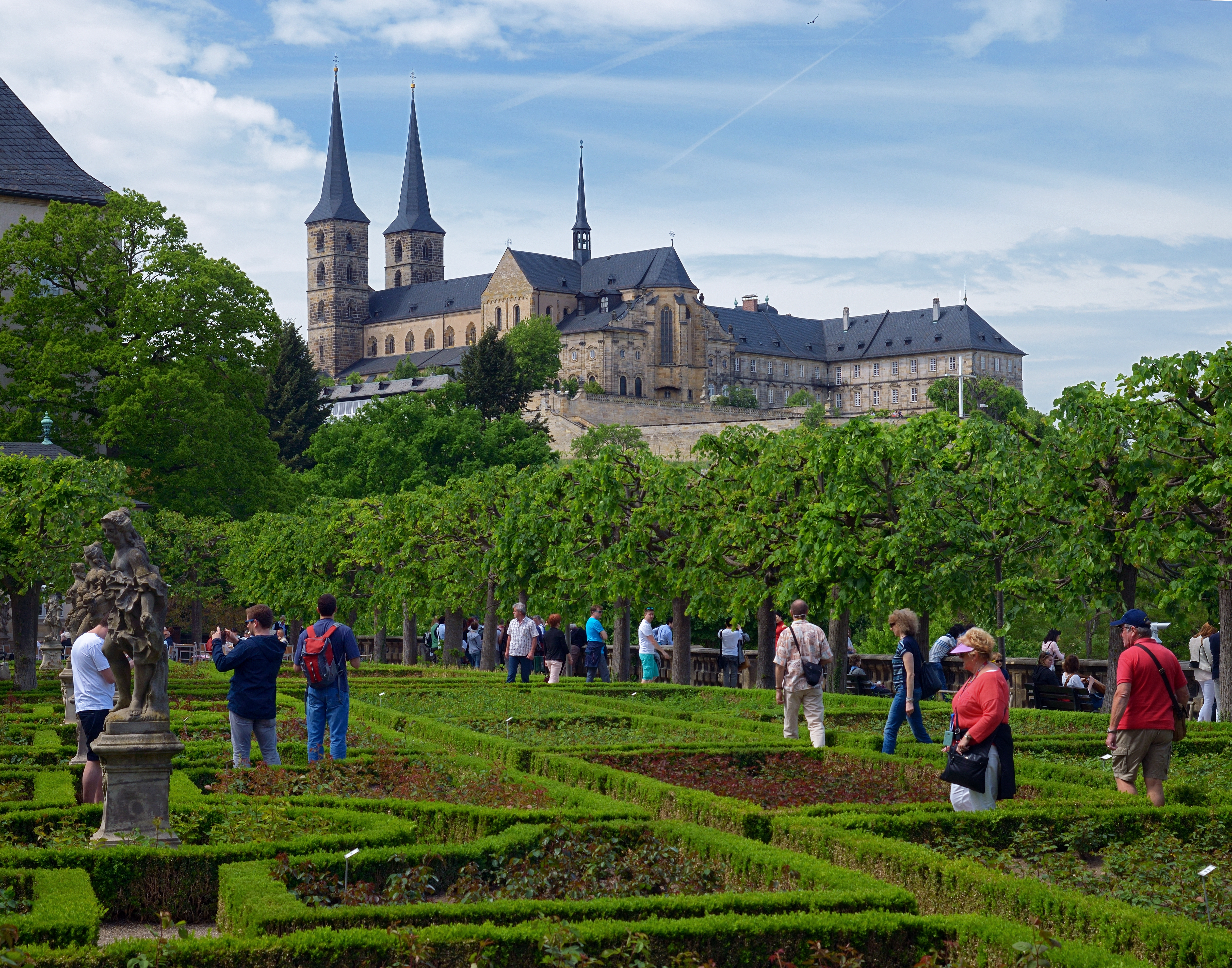
Погляд на Абатство Св. Михайла з Розенгартен
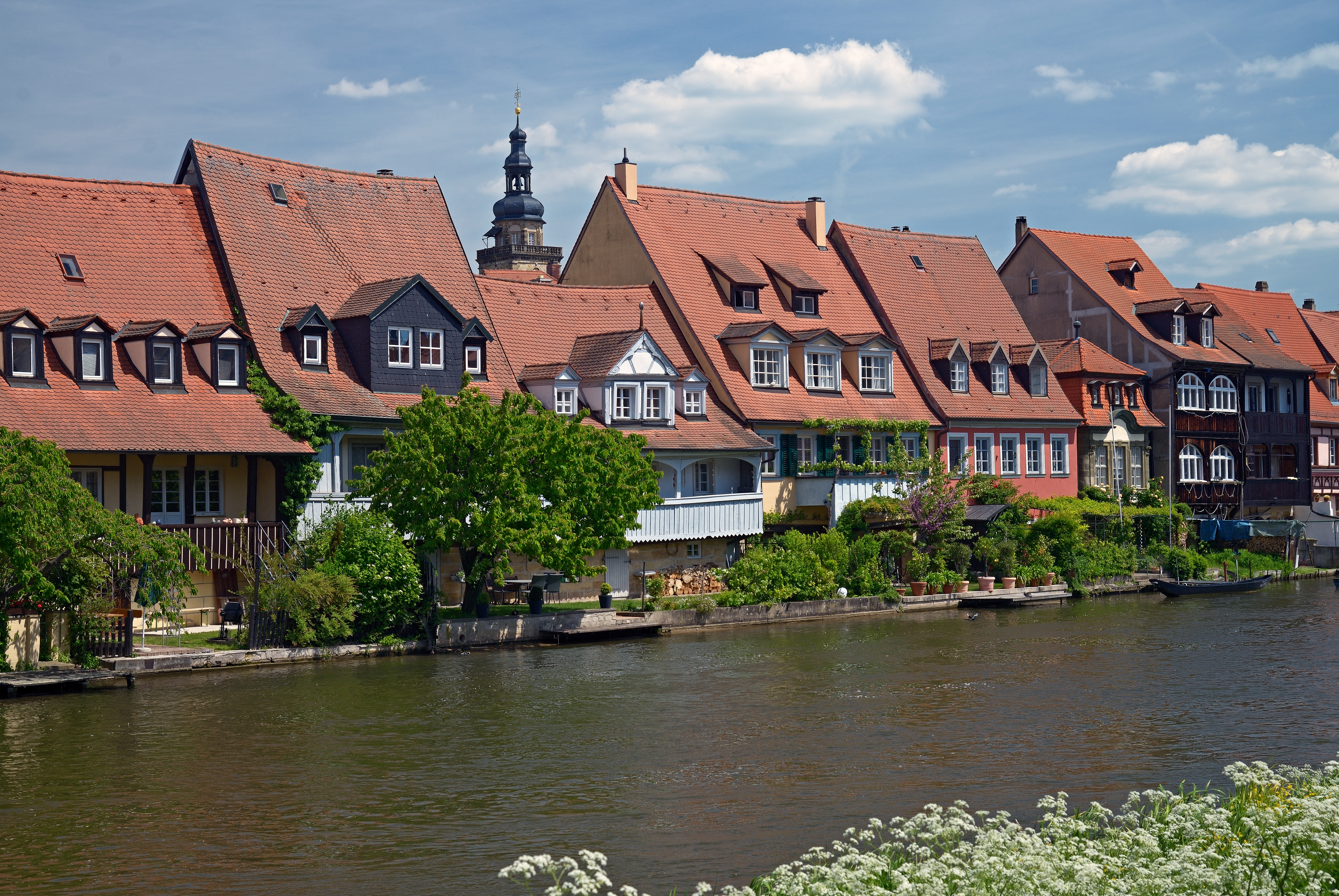
Маленька Венеція
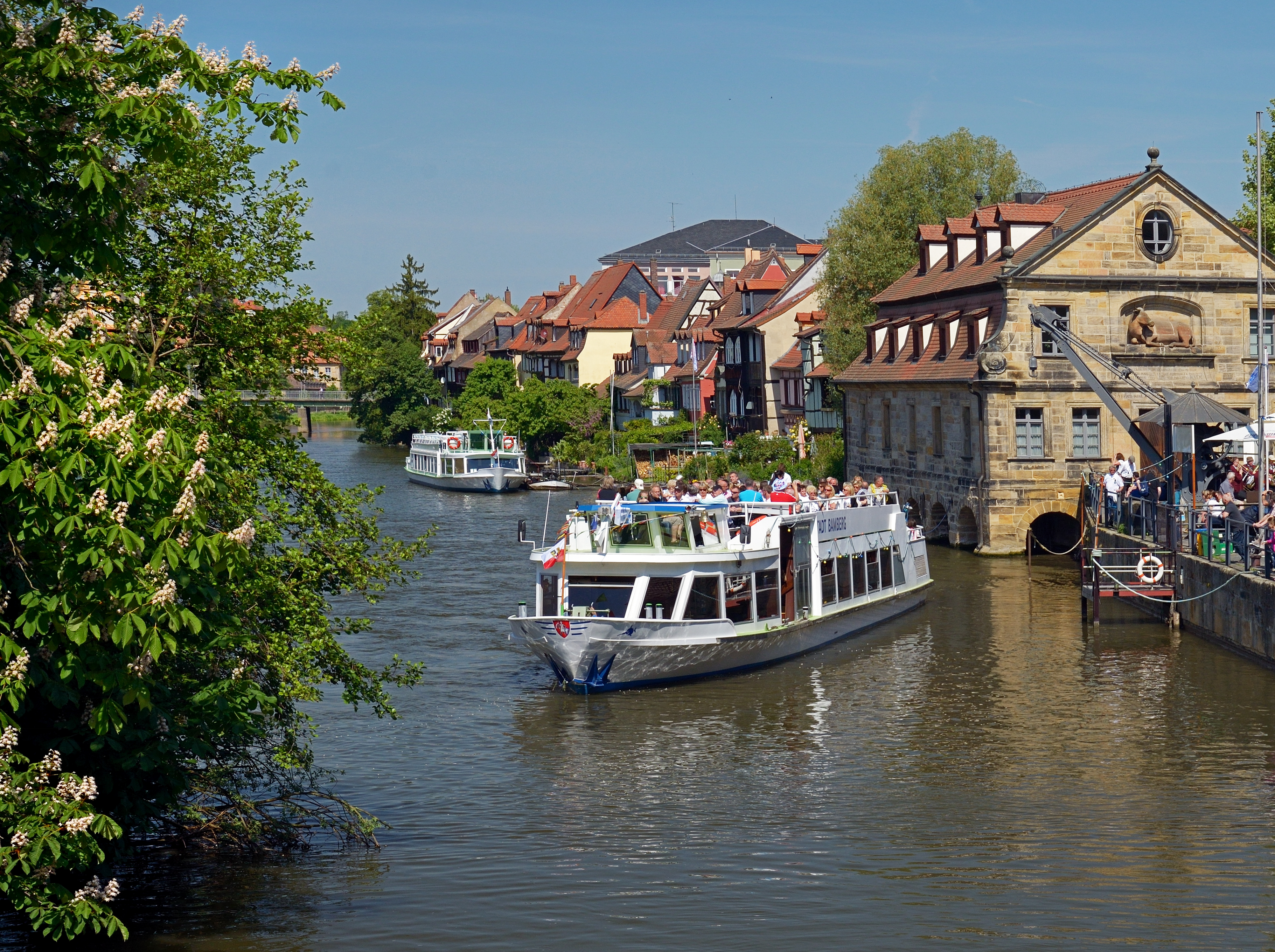
Катери на річці Регніц